# 바이바이 (오오츠카 아이의 노래)
《바이바이》(バイバイ)는 오쓰카 아이가 2009년 2월 25일에 발매한 19번째 싱글이다. 2008년 12월에 발매된 5번째 정규 앨범 《LOVE LETTER》에 수록된 곡을 싱글로 발매했다.

## 수록곡

### CD
1. 바이바이
2. 바이바이 (Instrument)

### DVD
1. 바이바이 (뮤직비디오)

## 판매량
| Chart                 | 순위 | 판매량   | 총 판매량 | 차트에 머문 주 |
| --------------------- | ---- | -------- | --------- | -------------- |
| 오리콘 주간 싱글 차트 | 8위  | 17,485장 | 21,022    | 4              |
| 오리콘 월간 싱글 차트 |      |          | 21,022    | 4              |
| 오리콘 연간 싱글 차트 |      |          | 21,022    | 4              |